# The Scarlet Runner
The Scarlet Runner é um seriado estadunidense feito para cinema em 1916, no gênero ação e aventura, dirigido por William P.S. Earle e Wally Van. Produzido pela Vitagraph Company of América em 12 capítulos, apresenta uma história independente em cada um, com elenco diferente, exceto para o papel principal, que é sempre interpretado por Earle Williams. Foi baseado no livro Scarlet Runner, de Charles Norris Williamson e Alice Muriel Livingston Williamson, editado em Londres em 1908 pela Methuen & Co.
O seriado veiculou nos cinemas estadunidenses entre 2 de outubro e 18 de dezembro de 1916, e atualmente é considerado perdido.

## Sinopse
O seriado apresenta as aventuras de Christopher Race e seu automóvel de alta potência, “The Scarlet Runner”.

## Elenco
- Earle Williams - Christopher Race
- Marguerite Blake - Lady Ivy
- L. Rogers Lytton - Barão von Hess
- Charles Kent - James Race
- Dorothy Kelly - Miss Collingwood
- Leila Blow - Mrs. Collingwood
- Donald Hall - Sir Gordon Race
- Lillian Tucker - Mrs. Dauray
- William R. Dunn - Fitzgerald
- Kalman Matus - Principe Mirco
- John Costello - Ambassador Rudovico
- Ethel Corcoran - Volda Rudovico
- Zena Keefe[3] - Sidney Chester / Dorothy Herbert
- Helen Pillsbury - a mãe
- Walter McGrail - Morley Chester
- Adolphe Menjou – pequeno papel

## Capítulos

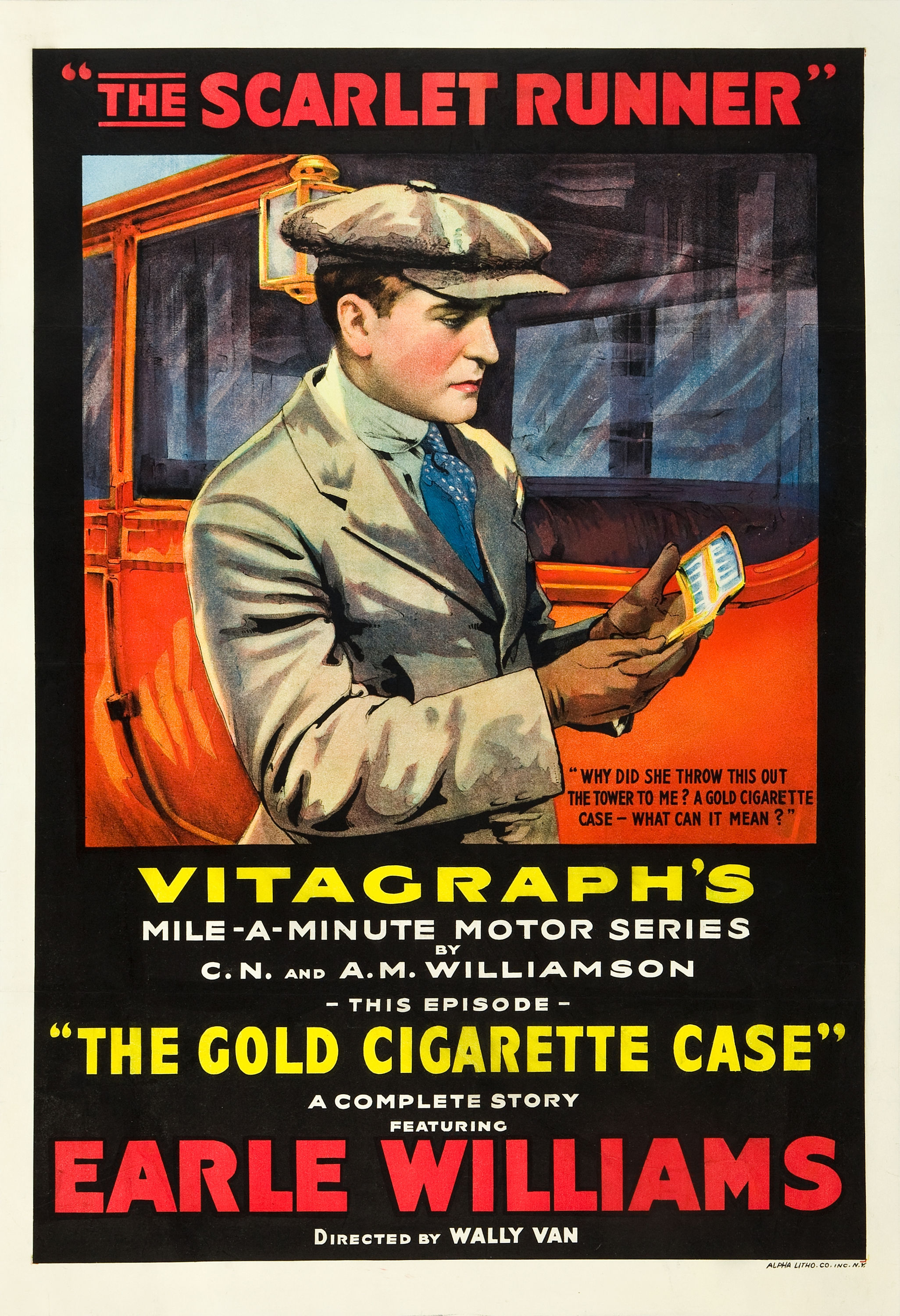
Poster do capítulo The Gold Cigarette Case

1. The Car and His Majesty
2. The Nurenberg Watch
3. The Maskd Ball
4. The Hidden Prince
5. The Jacobean House
6. The Mysterious Motor Car
7. The Red Whiskered Man
8. The Glove and The Ring
9. The Gold Cigarette Case
10. The Lost Girl
11. The Missing Chapter
12. The Car And The Girl